# Slim Borgudd
Karl Edward Tommy „Slim“ Borgudd (* 25. November 1946 in Borgholm; † 23. Februar 2023) war ein schwedischer Automobilrennfahrer und Schlagzeuger.

## Karriere

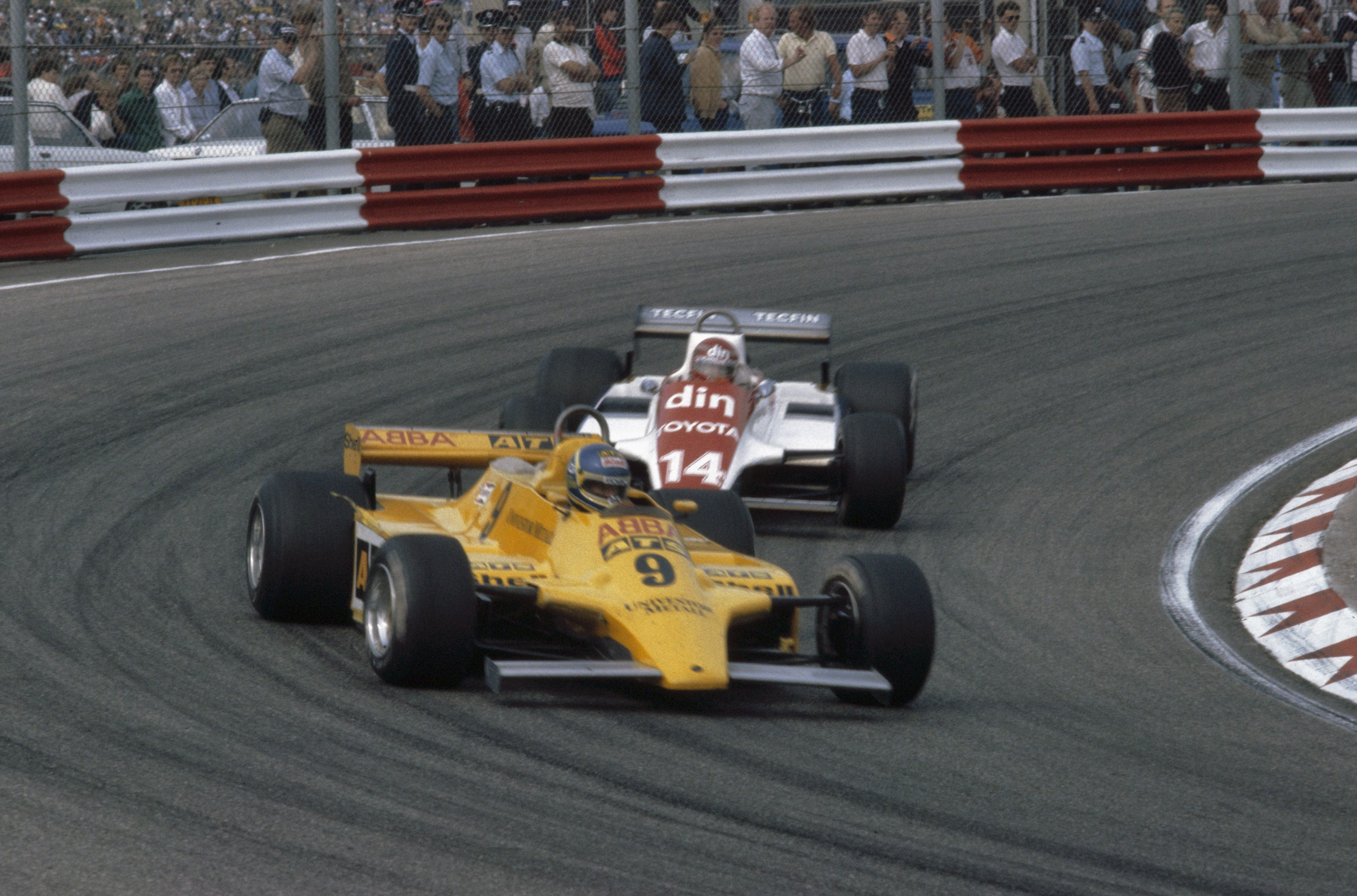
Slim Borgudd (ATS) beim Großen Preis der Niederlande 1981

Er fuhr 1981 für ATS und 1982 für Tyrrell, war für insgesamt 15 WM-Läufe genannt, konnte sich aber nur für 10 Rennen qualifizieren. Nach seinen Monoposto-Einsätzen war Borgudd bei Tourenwagen-Rennen und in der Truck-EM aktiv. Vor und während seiner Zeit in der Formel 1 machte sich Borgudd auch als Schlagzeuger einen Namen, unter anderem als Studiomusiker für die schwedische Pop-Band ABBA.
Er starb im Februar 2023 im Alter von 76 Jahren, nachdem er jahrelang an der Alzheimer-Krankheit gelitten hatte.

## Statistik

### Statistik in der Formel-1-Weltmeisterschaft

#### Einzelergebnisse
| Jahr | Team    | Chassis     | Motor       | 1      | 2     | 3      | 4      | 5       | 6        | 7       | 8       | 9     | 10      | 11      | 12     | 13      | 14      | 15      | 16  | Rang | Punkte |
| ---- | ------- | ----------- | ----------- | ------ | ----- | ------ | ------ | ------- | -------- | ------- | ------- | ----- | ------- | ------- | ------ | ------- | ------- | ------- | --- | ---- | ------ |
| 1981 | ATS     | ATS D4      | Cosworth V8 | USA    | BRA   | ARG    | SMR 13 |         | MON DNPQ |         |         |       |         |         |        |         |         |         |     | 20   | 1      |
| 1981 | ATS     | ATS HGS1    | Cosworth V8 |        |       |        |        | BEL DNQ |          | ESP DNQ | FRA DNQ | GBR 6 | GER DNF | AUT DNF | NED 10 | ITA DNF | CAN DNF | USA DNQ |     | 20   | 1      |
| 1982 | Tyrrell | Tyrrell 011 | Cosworth V8 | RSA 16 | BRA 7 | USA 10 | SMR    | BEL     | MON      | USA     | CAN     | NED   | GBR     | FRA     | GER    | AUT     | SUI     | ITA     | USA | 0    | 0      |

| Legende  | Legende            | Legende                                                          |
| Farbe    | Abkürzung          | Bedeutung                                                        |
| -------- | ------------------ | ---------------------------------------------------------------- |
| Gold     | –                  | Sieg                                                             |
| Silber   | –                  | 2. Platz                                                         |
| Bronze   | –                  | 3. Platz                                                         |
| Grün     | –                  | Platzierung in den Punkten                                       |
| Blau     | –                  | Klassifiziert außerhalb der Punkteränge                          |
| Violett  | DNF                | Rennen nicht beendet (did not finish)                            |
| Violett  | NC                 | nicht klassifiziert (not classified)                             |
| Rot      | DNQ                | nicht qualifiziert (did not qualify)                             |
| Rot      | DNPQ               | in Vorqualifikation gescheitert (did not pre-qualify)            |
| Schwarz  | DSQ                | disqualifiziert (disqualified)                                   |
| Weiß     | DNS                | nicht am Start (did not start)                                   |
| Weiß     | WD                 | zurückgezogen (withdrawn)                                        |
| Hellblau | PO                 | nur am Training teilgenommen (practiced only)                    |
| Hellblau | TD                 | Freitags-Testfahrer (test driver)                                |
| ohne     | DNP                | nicht am Training teilgenommen (did not practice)                |
| ohne     | INJ                | verletzt oder krank (injured)                                    |
| ohne     | EX                 | ausgeschlossen (excluded)                                        |
| ohne     | DNA                | nicht erschienen (did not arrive)                                |
| ohne     | C                  | Rennen abgesagt (cancelled)                                      |
| ohne     | keine WM-Teilnahme |                                                                  |
| sonstige | P/fett             | Pole-Position                                                    |
| sonstige | 1/2/3/4/5/6/7/8    | Punktplatzierung im Sprint-/Qualifikationsrennen                 |
| sonstige | SR/kursiv          | Schnellste Rennrunde                                             |
| sonstige | *                  | nicht im Ziel, aufgrund der zurückgelegten Distanz aber gewertet |
| sonstige | ()                 | Streichresultate                                                 |
| sonstige | unterstrichen      | Führender in der Gesamtwertung                                   |